# Охо де Агва де лас Уилотас (Турикато)
Охо де Агва де лас Уилотас (шп. Ojo de Agua de las Huilotas) насеље је у Мексику у савезној држави Мичоакан у општини Турикато. Насеље се налази на надморској висини од 812 м.

## Становништво
Према подацима из 2010. године у насељу је живело 13 становника.

### Хронологија
| Година       | 2000        | 2005 | 2010 |
| ------------ | ----------- | ---- | ---- |
| Становништво | 23 (9 / 14) | 12   | 13   |

### Попис
| # | Индикатор                     | Вредност |
| - | ----------------------------- | -------- |
| 1 | Укупно домаћинстава           | 3        |
| 2 | Укупно насељених домаћинстава | 2        |
| 3 | Величина локације             | 1        |